# SV 아인트라흐트 트리어 05
SV 아인트라흐트 트리어 05(SV Eintracht Trier 05)는 독일 라인란트팔츠주 트리어에 연고를 둔 독일 축구단이다. 1948년 3월 11일에 Westmark 05 Trier와 Eintracht Trier 06이 합병하여 전신인 Trier Fußball Club 05가 설립된 지 43주년이 되었다. 팀 로고에는 독일에서 가장 오래된 도시에 여전히 있는 고대 로마 성문인 트리어의 가장 유명한 랜드마크인 포르타 니그라가 새겨져 있다.
2020-21 시즌에 팀은 오베르리가 Rheinland-Pfalz/Saar에서 1위를 차지했지만 COVID-19 전염병으로 인해 시즌이 조기 마감되었다. 정규 시즌 경기가 충분하지 않았기 때문에 팀은 승격되지 못 하였다. 다음 시즌에는 2위를 하여 마침내 승격을 이루게 되었다.

## 선수 명단

### 현역
참고: FIFA 자격 규정에 따라 소속된 국가대표팀 국기를 표시합니다. 선수는 복수의 FIFA 비회원국 국적을 가지고 있을 수 있습니다.
| 번호 | 포지션 | 국적 | 이름          |
| ---- | ------ | ---- | ------------- |
| 1    | GK     |      | 니클라스 링케 |

| 번호 | 포지션 | 국적       | 이름                    |
| ---- | ------ | ---------- | ----------------------- |
| 20   | MF     | 이란       | 모하마드 라시디         |
| 23   | DF     | 스리랑카   | 제이슨 타야파란         |
| 33   | DF     | 우크라이나 | 블라디슬라프 자포로제츠 |

## 역대 감독
| 감독              | 임기 |
| ----------------- | ---- |
| 마르코 페차이올리 | 2006 |